# Comune di Karlebo
Il comune di Karlebo fino al 1º gennaio 2007 è stato un comune danese situato nella contea di Frederiksborg sull'isola di Selandia (Sjælland).
Il comune aveva una superficie di 40 km² e una popolazione di 19 106 abitanti (2006). Capoluogo era la cittadina di Kokkedal.
Altri centri abitati del comune erano Kirkelte, Karlebo, Gunderød, Avderød, Hesselrød, Vejenbrød e Nivå.
Dal 1º gennaio 2007, con l'entrata in vigore della riforma amministrativa, il comune è unito al comune di Fredensborg-Humlebæk per costituire il comune di Fredensborg compreso nella regione di Hovedstaden.